# アエルマッキ MB-326
アエルマッキ MB-326
オーストラリア空軍のMB-326H(CA-30)
- 用途：練習機、攻撃機
- 設計者：エルマンノ・バッツォッキ
- 製造者：アエルマッキ（現アレーニア・アエルマッキ）
※以下はライセンス生産
  -  エンブラエル
  -  アトラス・エアクラフト（英語版）
  -  コモンウェルス・エアクラフト
- 運用者

  -  イタリア（イタリア空軍）
  -  ブラジル（ブラジル空軍）
  -  南アフリカ共和国（南アフリカ空軍）
  -  オーストラリア（オーストラリア空軍・海軍）他
- 初飛行：1957年12月10日
- 生産数：761機
- 運用開始：1962年
- 運用状況：一部の国で現役

アエルマッキ MB-326(Aermacchi MB-326)はイタリアのアエルマッキ社が開発したジェット練習機および攻撃機。

## 概要
アエルマッキ社の技術部長兼技師長だったエルマンノ・バッツォッキによって1954年から設計が開始され、試作機は1957年12月10日に初飛行した。その3年後にはイタリア空軍が15機を発注し、1962年3月から訓練部隊での運用を開始した。
機体は単純かつ頑丈なエアフレームをベースにしており、タンデム複座式のコックピットは与圧化されている。主翼は低翼配置の直線翼で、その翼端には増槽が装備され、付け根にはエンジン吸気口が設けられている。降着装置が短いため、離着陸時に尾部を滑走路にこすらないよう後部胴体には尾輪が設けられている。この基本設計は、発展型のMB-339にもほぼそのまま受け継がれた。当初から軽攻撃機としての発展改良が視野に入れられており、後の改良型では主翼下に6箇所のハードポイントが設けられ武装を搭載することが可能になり、さらに1970年にはコックピットを単座化し固定機関砲を装備した攻撃機型も登場した。
MB-326は海外に広く輸出され、ブラジル、南アフリカ、オーストラリアではライセンス生産も行われた。ブラジルではエンブラエル社がEMB-326シャバンチ(Xavante)の名称で製造し、パラグアイとトーゴに少数を輸出した。南アフリカではアトラス・エアクラフト社がインパラ(Impala)の名称で複座練習機型と単座攻撃機型の両方を製造し、ブッシュ戦争で対ゲリラ戦に投入した他、余剰機がカメルーンとブラジルへ輸出された。オーストラリアではCAC社がCA-30の名称でオーストラリア空軍・海軍向けに製造した。
曲技飛行能力にも優れていたことから、オーストラリア空軍のルーレッツや南アフリカ空軍のシルバーファルコンズなどの曲技飛行隊でも使用されていた。
MB-326は20年間に渡って製造され、ライセンス生産機も含めた総生産数は761機（内アエルマッキ製は321機）であった。イタリアでは既に後継機のMB-339と交代して退役済であり、その他の国でも旧式化が進み引退しつつある。

## 派生型
- MB-326：イタリア空軍向けの基本型。

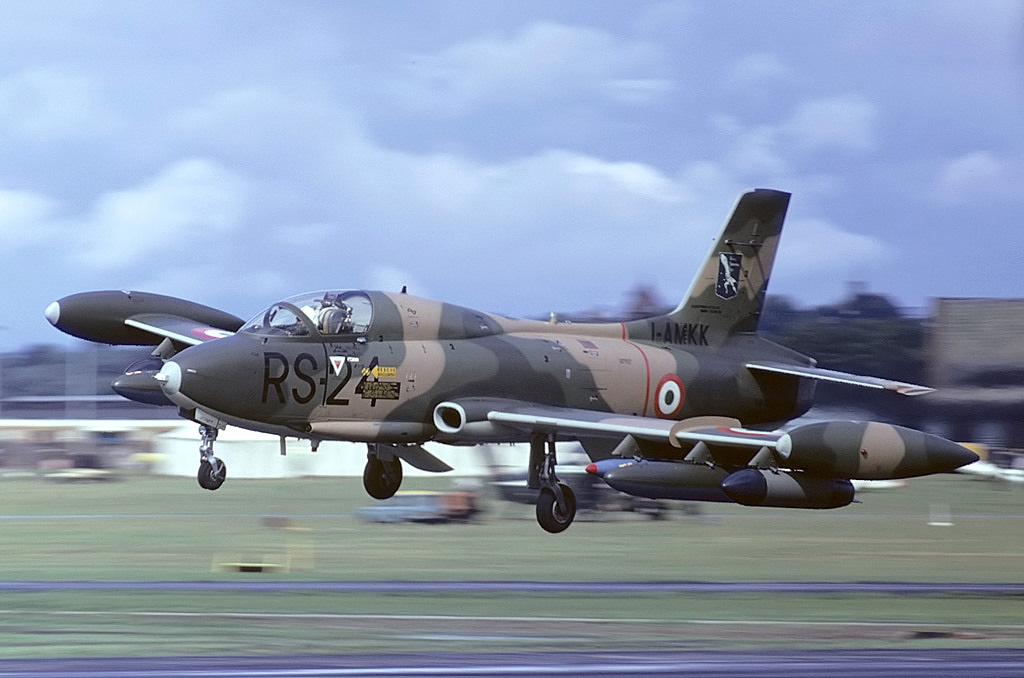
MB-326Kのデモンストレーター機

- MB-326A：最初に提案された軽攻撃機型。採用されず。
- MB-326B：チュニジア向け。
- MB-326D：アリタリア航空向けの民間型。
- MB-326E：イタリア空軍向けの武器練習機型。
- MB-326F：ガーナ向け。
- MB-326G：機体構造とエンジン推力を強化しペイロードを増強した改良型。MB-326GBの名称で輸出。
- MB-326H：オーストラリア向け。CACによりCA-30の名称でライセンス生産された。
- MB-326K：単座攻撃機型。MB-326Gをベースにコックピットを単座化し、更なる推力強化型エンジンを搭載、固定武装として機首に30mm DEFA機関砲2門を装備。
  - MB-326KB：ザイール向け。
  - MB-326KD：ドバイ向け。
  - MB-326KG：ガーナ向け。
  - MB-326KT：チュニジア向け。
- MB-326L：MB-326Kをベースにした複座練習機型。
  - MB-326LD：ドバイ向け。
  - MB-326LT：チュニジア向け。
- MB-326RM：イタリア空軍向けの電子戦機型。
- EMB-326シャバンチ：ブラジルのエンブラエルによる、MB-326Gのライセンス生産型。ブラジル空軍での呼称はAT-26。
- インパラ Mk1：南アフリカのアトラスによる、MB-326Gのライセンス生産型。アエルマッキでの呼称はMB-326M。
- インパラ Mk2：南アフリカのアトラスによる、MB-326Kのライセンス生産型。アエルマッキでの呼称はMB-326KC。ブラジル空軍ではAT-26Aと呼称された。

## 採用国
- イタリア
- アラブ首長国連邦（ドバイ）
- アルゼンチン
- オーストラリア
- ブラジル
- カメルーン
- コンゴ民主共和国（旧ザイール）

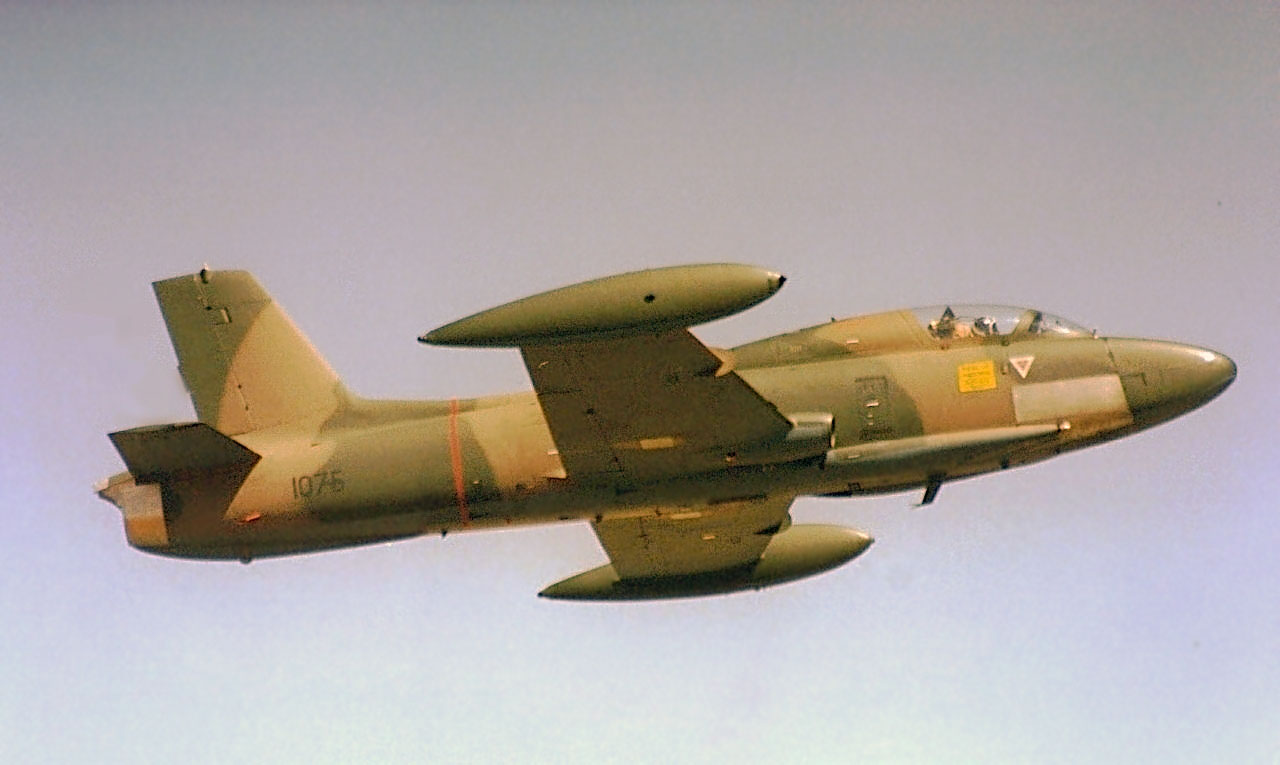
南アフリカ空軍のインパラ Mk2

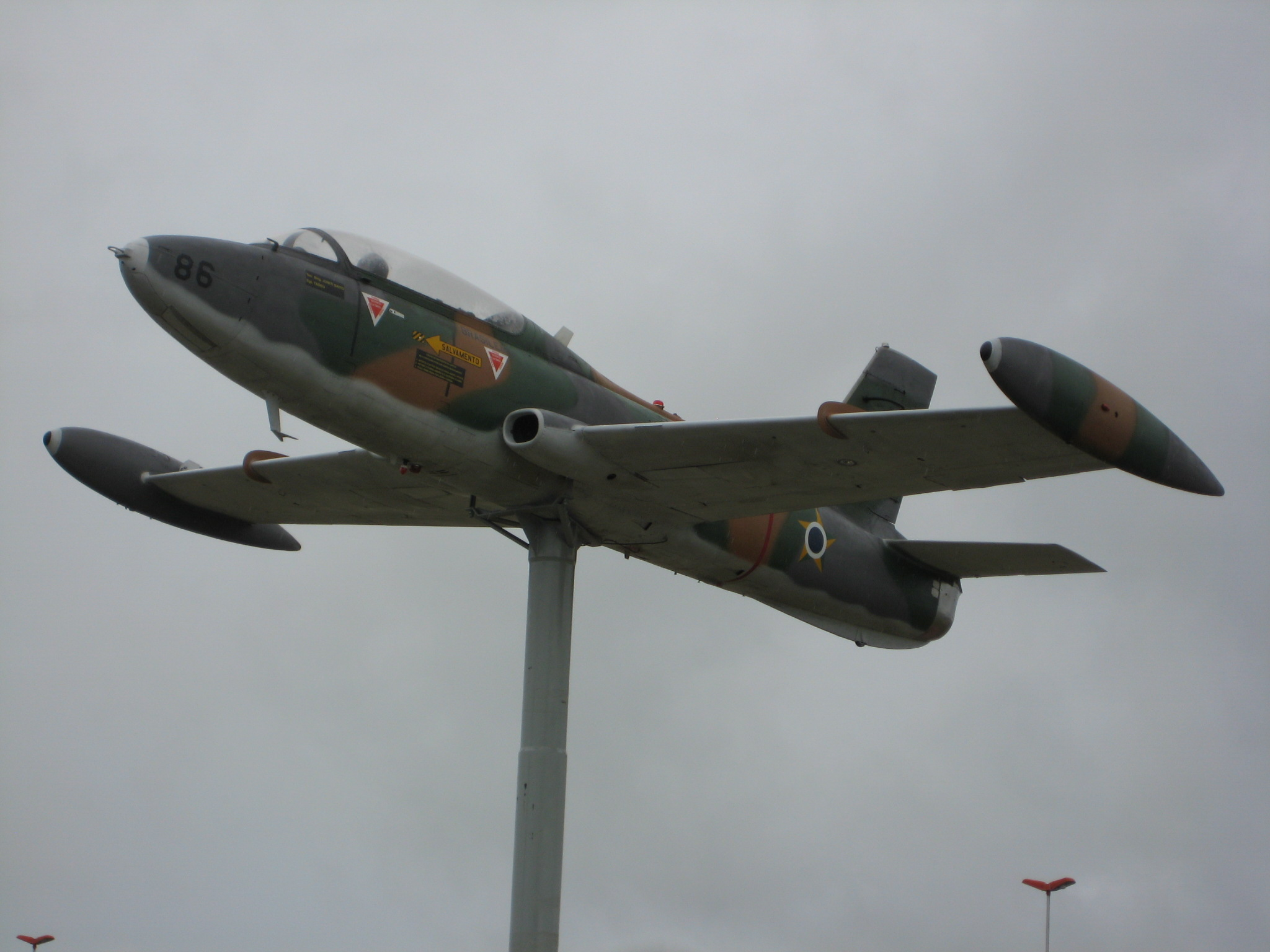
ブラジル空軍のEMB-326シャバンチ

- ガボン - 2024年時点で、ガボン空軍が2機のインパラ Mk1を保有[1]。
- ガーナ
- パラグアイ
- トーゴ
- チュニジア
- アメリカ合衆国：民間のテストパイロット学校である国立テストパイロット学校（英語版）で運用。
- 南アフリカ共和国 - 南アフリカ空軍がインパラ Mk1/2を採用[2]。退役済み[3]。
- ザンビア

## 仕様 (MB-326GB)
- 乗員：2名
- 全長：10.67 m
- 全幅：10.85 m（主翼端増槽含む）
- 全高：3.72 m
- 翼面積：19.35 m2
- 基本運用重量：2,558 kg
- 通常離陸重量：4,447 kg
- 最大離陸重量：5,216 kg

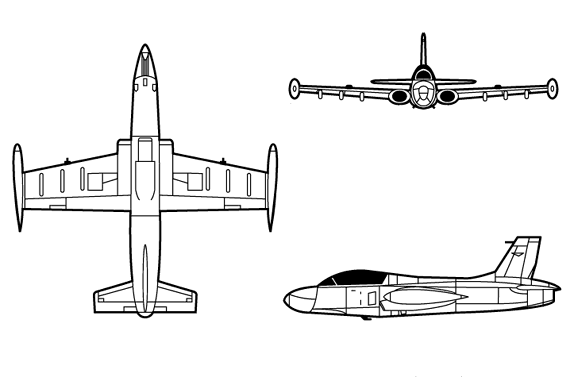
三面図

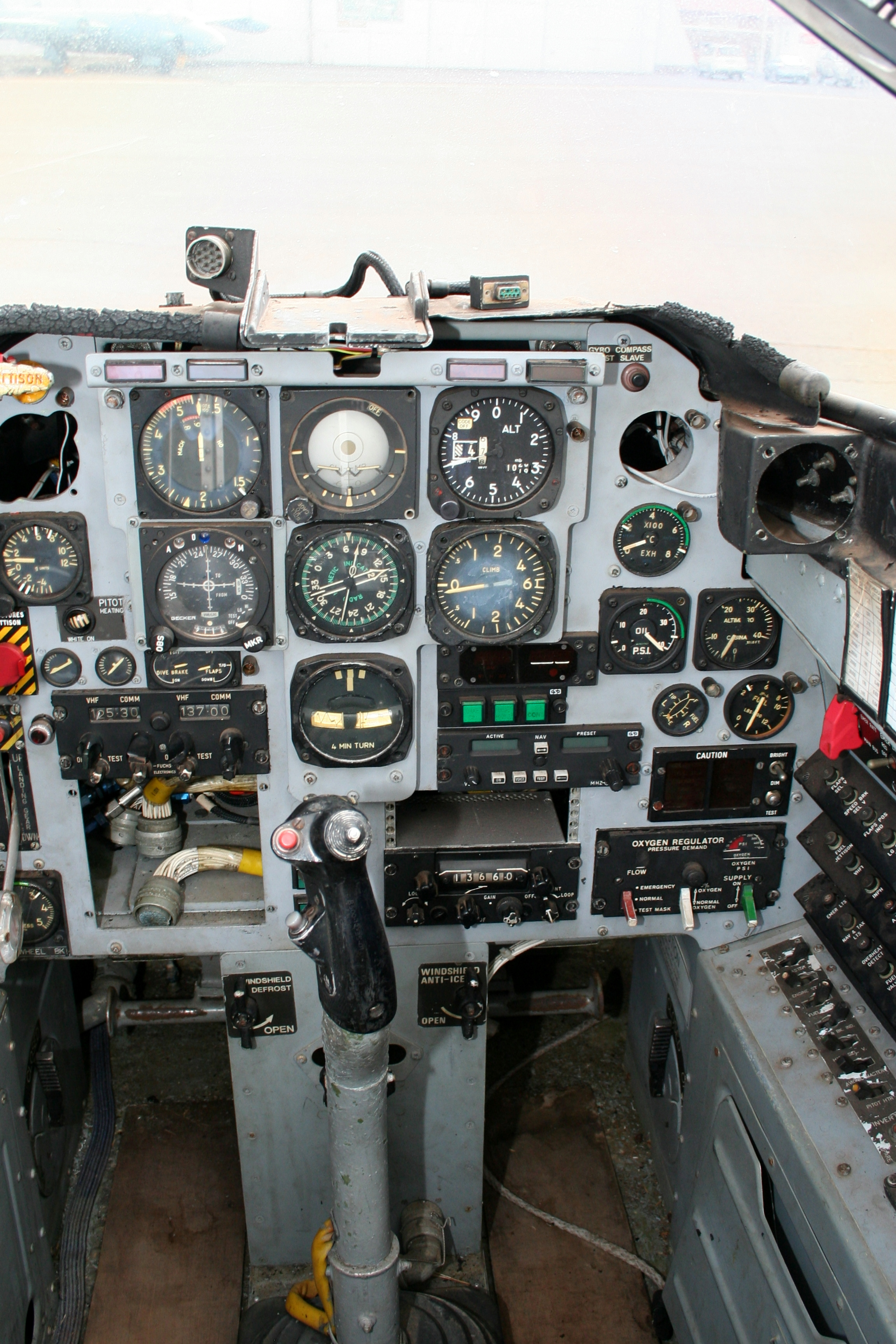
前部操縦席

- 動力：ロールス・ロイス ヴァイパー20Mk540 ターボジェットエンジン(15.17 kN) × 1
- 最大速度：867 km/h
- 実用上昇限度：11,890 m
- 武装：主翼下ハードポイントに爆弾、ロケット弾、機銃ポッドなど最大1,814 kg